# 전곡항
전곡항은 경기도 화성시 서신면 전곡리에 있는 어항이다. 1996년 7월 15일 지방어항으로 지정되었다. 시설관리자는 화성시장이다.

## 어항 연혁
전곡리란 지명은 벼슬아치가 많아 부잣집이 많고 세도가문이 주를 이루고 있어 앞실(前室)이라 불리었으나, 한일합방 이후 앞실의 전자와 계곡이 많았다는 뜻에서 곡(谷)자를 합하여 전곡이라 부르게 되었다.

## 어항 구역
본 항의 어항구역은 다음과 같다.
- 수역: 고렴섬 서측 끝단에서 북서측 580m의 공유수면을 경유하여 이점에서 북동방향으로 탄도방조제 중간점을 연결하는 선내수면(393,979m2)
- 육역 : 27,812.8m2
  - 물양장: 전곡리 977번지(1,390.,8m2), 979번지(1,871.2m2)
  - 선착장: 전곡리 974번지(4,429.9m2)
  - 배후부지: 전곡리 1076번지(18,367.9m2)
  - 방파제: 전곡리 1077번지(1,753m2)

## 어항 시설
- 기본시설 : 물량장 3,262m2, 선착장 4,429.9m2, 방파제 1,753m2, 배후부지 18,367.9m2

## 기본 계획
- 방파제 398m, 물양장 290m, 이안제 114m, 호안 403m, 선양장 35m 등[2]

## 주요 어종
- 꽃게, 낙지, 주꾸미, 망둑어, 노래미, 참소라 등

## 주변 관광
- 경기도 화성시 서신면 남서측에 위치한 지방어항으로 약 5 km 떨어진 곳에 제부도가 위치하며, 테마어항 조성사업으로 요트, 보트 정박이 가능한 마리나를 갖추고 있으며 바지락, 동죽을 비롯한 어패류가 많이 생산되어 수산업이 비교적 활성화되어, 어촌계직영 수산물판매장이 있다.
- 최근 가족단위 관광객이 점차 증가추세를 보이고 인근 전곡항은 국제보트쇼 개최에 따른 관광명소로 자리매김하고 있다.

## 어항 소개
- 전곡항은 밀물과 썰물에 관계없이 24시간 배가 드나들 수 있는 장점을 살려 다기능 테마어항으로 조성되었다. 요트와 보트가 접안할 수 있는 마리나 시설이 있으며, 매년 경기국제보트쇼와 코리아메치컵 세계요트대회가 개최되는 아름답고 이국적인 어항이다.[3]